# Diem (tiền mã hóa)
Diem (trước đây là Libra, cũng gọi GlobalCoin hay Facebook Coin) là một loại tiền mã hóa sử dụng blockchain tư hữu (permissioned blockchain) được phát triển bởi Facebook. Tin tức về Libra lần đầu tiên bị rò rỉ vào tháng 5, với nhiều tiết lộ vào tháng 6 và nó đã được chính thức công bố vào ngày 18 tháng 6 năm 2019 cùng với việc phát hành Sách Trắng Libra.
Facebook trước đây đã thành lập Libra Association để giám sát loại tiền này, bao gồm 28 thành viên ban đầu, trong đó có Mastercard và Uber. Libra sẽ được bảo đảm bởi các tài sản tài chính bao gồm chứng khoán Kho bạc trong nỗ lực tránh biến động. Theo Facebook, Libra sẽ được chuyển sang chế độ blockchain công khai sử dụng thuật toán bằng chứng sở hữu (proof-of-stake) trong vòng 5 năm.
Dự án đã phải đối mặt với sự chỉ trích  và phản đối từ các ngân hàng trung ương. Phiên bản đầu tiên của nó dự kiến sẽ được phát hành vào năm 2020. Tuy nhiên, trong cuộc họp với các nhà lãnh đạo Dân chủ Thượng viện vào ngày 18 tháng 9 năm 2019, giám đốc điều hành Facebook Mark Zuckerberg đã nói với các nhà lập pháp rằng Libra sẽ không được phát hành tại bất cứ nơi nào trên thế giới mà không có sự chấp thuận trước từ các nhà quản lý Hoa Kỳ.

## Thực hiện
Các đối tác trong Libra Association sẽ tạo ra các đơn vị tiền tệ Libra mới dựa trên nhu cầu. Các đơn vị tiền tệ Libra sẽ được hủy khi chúng được đổi thành tiền tệ thông thường. Tạp chí Fortune báo cáo rằng, ban đầu, việc đối chiếu các giao dịch sẽ được thực thi nội bộ trên các máy chủ của Libra Foundation và hồ sơ giao dịch sẽ được tổng hợp trước khi được ghi vào sổ cái blockchain phân tán. Bước xáo trộn này sẽ giúp ngăn chặn tất cả mọi người, trừ các thành viên của Libra Foundation, có thể khai thác dữ liệu từ sổ cái phân tán.
Mạng lưới Libra sẽ không dựa vào việc khai thác (mining) như các loại tiền mã hóa truyền thống như Bitcoin. Ban đầu, chỉ các thành viên của Libra Association mới có thể xử lý các giao dịch thông qua blockchain tư hữu, nhưng trong vòng năm năm, nó được lên kế hoạch để chuyển đổi hệ thống này sang hệ thống bằng chứng sở hữu (proof-of-stake) và sử dụng blockchain công khai, khi mọi người đều có thể làm node xác minh giao dịch, mặc dù các tài liệu của họ thừa nhận rằng chưa có giải pháp nào tồn tại "có thể mang lại quy mô, sự ổn định và bảo mật cần thiết để hỗ trợ hàng tỷ người và giao dịch trên toàn cầu thông qua một mạng blockchain công khai.".

### Phần mềm
Mã nguồn của Libra được viết bằng Rust và xuất bản dưới dạng mã nguồn mở theo Giấy phép Apache với sự ra mắt vào ngày 18 tháng 6 năm 2019.
Elaine Ou tại Bloomberg News đã thử biên dịch và chạy mã được phát hành công khai cho Libra. Kết quả thử nghiệm cho thấy phần mềm hiện tại mới chỉ làm được những tác vụ rất đơn giản như đưa tiền vào ví; hầu như tất cả các chức năng trên Libra whitepaper chưa được thực hiện, kể cả "các tính năng kiến trúc chính vẫn chưa được phát minh." Ou đã rất ngạc nhiên khi Facebook đã "phát hành phần mềm ở trạng thái như vậy." 

### Ví điện tử
Facebook có kế hoạch phát hành một ví điện tử có tên Calibra vào năm 2020, được cung cấp trong Messenger, WhatsApp, cũng như trong một ứng dụng độc lập.

### Ngôn ngữ Move
Move là ngôn ngữ thể hiện hợp đồng thông minh và giao dịch tùy chỉnh được đề xuất cho Libra. Nó được lên kế hoạch để trở thành một ngôn ngữ lập trình statically-typed, được biên dịch thành mã bytecode.

Dự án đưa ra ví dụ dưới đây về tập lệnh giao dịch ngang hàng Move trong whitepaper:
```
public
 
main
(
payee
: 
address
,
 
amount
: 
u64
)
 
{

  
let
 
coin
: 
0x0
.
Currency
.
Coin
 
=
 
0x0
.
Currency
.
withdraw_from_sender
(
copy
(
amount
));

  
0x0
.
Currency
.
deposit
(
copy
(
payee
),
 
move
(
coin
));

}

```

## Libra Association
Facebook trước đây đã thành lập Libra Association để giám sát tiền tệ, được thành lập bởi 28 thành viên tại Geneva, Switzerland:
- Thanh toán: Mastercard, PayPal, PayU, Stripe, Visa Inc.
- Công nghệ: Booking Holdings, eBay, công ty con Calibra của Facebook,[14] Farfetch, Lyft, MercadoPago, Spotify, Uber
- Viễn thông: Iliad SA, Vodafone
- Blockchain: Anchorage, Bison Trails, Coinbase, Xapo
- Quỹ đầu tư: Andreessen Horowitz, Breakthrough Initiatives, Ribbit Capital, Thrive Capital, Union Square Ventures
- Các tổ chức phi lợi nhuận và đa phương, và các tổ chức học thuật: Creative Destruction Lab, Kiva, Mercy Corps, Women's World Banking

Hiệp hội hy vọng sẽ tăng lên 100 thành viên với số phiếu bằng nhau, trong khi Facebook hy vọng sẽ "duy trì vai trò lãnh đạo đến hết năm 2019".

## Tỉ giá
Tỉ giá của Libra ban đầu được xác lập một cách chủ ý, dựa trên một rổ tiền tệ bao gồm những loại tiền phổ biến nhất, bao gồm: USD, GBP, EUR, JPY. Khả năng cao là 1 LBR sẽ gần tương đương 1 đô la Mỹ. Trong tương lai, rổ tiền tệ này có thể được thay đổi bởi Libra Association để có thể bao gồm thêm: Trái phiếu chính phủ, các loại tiền tệ hoặc tiền mã hoá khác.
Vào tháng 9 năm 2019, Facebook thông báo rằng rổ tiền tệ ban đầu sẽ bao gồm: 50% đô la Mỹ, 18% Euro, 14% Yen Nhật, 11% bảng Anh và 7% đô la Singapore.

## Tầm ảnh hưởng
Trong vòng 18 tháng tới, Libra sẽ được tích hợp vào hệ sinh thái Facebook được xây dựng xung quanh Messenger, WhatsApp và Facebook.com (sử dụng giao diện ví Calibra). Nó có khả năng thúc đẩy mở rộng nhanh chóng dựa trên cơ sở 2,4 tỷ người dùng hiện có của mình để chấp nhận (và giao dịch với) tiền điện tử trên toàn cầu.
Libra có thể châm ngòi cho một khối lượng giao dịch tiền điện tử khổng lồ do khả năng tiếp cận từ cả tổ chức và người dùng đơn lẻ hàng ngày.
Định hình lại ngành công nghiệp thanh toán: Một nhóm người giám sát mới có thể xuất hiện trong thế giới kỹ thuật số, sẽ đe dọa đến sự tồn tại của các ngân hàng hiện tại với tư cách là phía hỗ trợ thanh toán trên mạng.
Cung cấp dịch vụ tài chính mới: Các nhà cung cấp dịch vụ mới có thể xuất hiện, xây dựng các ứng dụng phi tập trung sáng tạo trên mạng Libra, cuối cùng sẽ cung cấp dịch vụ tài chính mới cho người dùng cuối trên toàn cầu.
Thúc đẩy tự do tiền bạc nhiều hơn và giảm các hạn chế về vốn trên toàn thế giới: Các ngân hàng trung ương có thể gặp khó khăn hơn trong việc ngăn chặn sự dịch chuyển vốn và duy trì các chính sách tiền tệ dựa trên việc hạn chế về vốn.
Thức đẩy ngược lại việc đô-la-hóa: Nếu Libra được sử dụng toàn cầu, một đơn vị tài khoản thương mại mới có thể xuất hiện và do đó, giảm sự phụ thuộc vào một loại tiền tệ cho việc trao đổi hàng hóa và dịch vụ trao đổi toàn cầu.
Dự án Libra có cơ hội trở thành loại tiền tệ đầu tiên thực thi tư tưởng và lý thuyết về Quyền rút vốn đặc biệt (SDR - Special Drawing Rights) và các sáng kiến IMF / Ngân hàng Thế giới khác, được thể hiện dưới dạng tiền điện tử nhắm mục tiêu áp dụng hàng loạt bởi cả các tổ chức và cá nhân.

## Phân loại Libra trong danh mục tiền tệ
Libra là một loại tiền mã hoá tập trung, không pháp định. Điểm khác biệt với Bitcoin là: Libra được điều hành bởi Libra Association, còn Bitcoin thì không có tổ chức nào có quyền điểu khiển mạng lưới này.

## Thuật toán đồng thuận
Libra sẽ chạy trên blockchain riêng, được gọi là Libra Blockchain. Blockchain này được hỗ trợ bởi thuật toán Proof of Stake (PoS), trong đó các nút được điều hành bởi những người tham gia Libra Association được phân tán rộng rãi về mặt địa lý với các yêu cầu kỹ thuật cao.
Các nút này sẽ dựa trên một thuật toán đồng thuận mới đó là Byzantine-Fault-Tolerant (BFT).
Thuật toán đồng thuận này, có tên LibraBFT, là một biến thể của HotStuff framework được phát hành vào năm 2018 bởi Maofan Yin và Dahlia Malkhi của VMware Research. Framework này có thể cho phép khả năng tương tác trong tương lai với các chuỗi khác cũng sử dụng thuật toán BFT, chẳng hạn như các chuỗi dựa trên Tendermint như Binance Chain.

## Hợp đồng và ngôn ngữ thông minh
Hợp đồng thông minh sẽ được viết bằng Move, một ngôn ngữ lập trình được xây dựng cho chuỗi khối Libra.
Theo whitepaper của Libra, Move là ngôn ngữ mã byte có thể thực thi được để thực hiện các giao dịch tùy chỉnh và hợp đồng thông minh.
Một trong những tính năng của blockchain này là các hợp đồng thông minh được chấp thuận trước để chạy trên mạng Libra. Tuy nhiên, những hợp đồng thông minh này sẽ là những hợp đồng duy nhất có thể được thực thi tại thời điểm ra mắt mạng. Mặc dù điều này thiết lập giới hạn các chức năng có thể có vào ngày đầu tiên ra mắt, nhưng hạn chế này cũng làm giảm khả năng xảy ra bất kỳ lỗi nào xảy ra trên chuỗi, chẳng hạn như sự cố Ethereum Parity Wallet. Các hợp đồng thông minh hiện tại đều được xem xét kỹ lưỡng trong Libra Association và trong cộng đồng nguồn mở.